# Palo Seco (Toa Baja)
Palo Seco es un barrio ubicado en el municipio de Toa Baja en el estado libre asociado de Puerto Rico. En el Censo de 2010 tenía una población de 288 habitantes y una densidad poblacional de 69,59 personas por km².

## Geografía
Palo Seco se encuentra ubicado en las coordenadas 18°27′46″N 66°8′33″O / 18.46278, -66.14250. Según la Oficina del Censo de los Estados Unidos, Palo Seco tiene una superficie total de 4.14 km², de la cual 1.26 km² corresponden a tierra firme y (69.59%) 2.88 km² es agua.

## Demografía
Según el censo de 2010, había 288 personas residiendo en Palo Seco. La densidad de población era de 69,59 hab./km². De los 288 habitantes, Palo Seco estaba compuesto por el 44.44% blancos, el 41.32% eran afroamericanos, el 2.08% eran amerindios, el 11.81% eran de otras razas y el 0.35% pertenecían a dos o más razas. Del total de la población el 100% eran hispanos o latinos de cualquier raza.